# Puente romano de Freixo

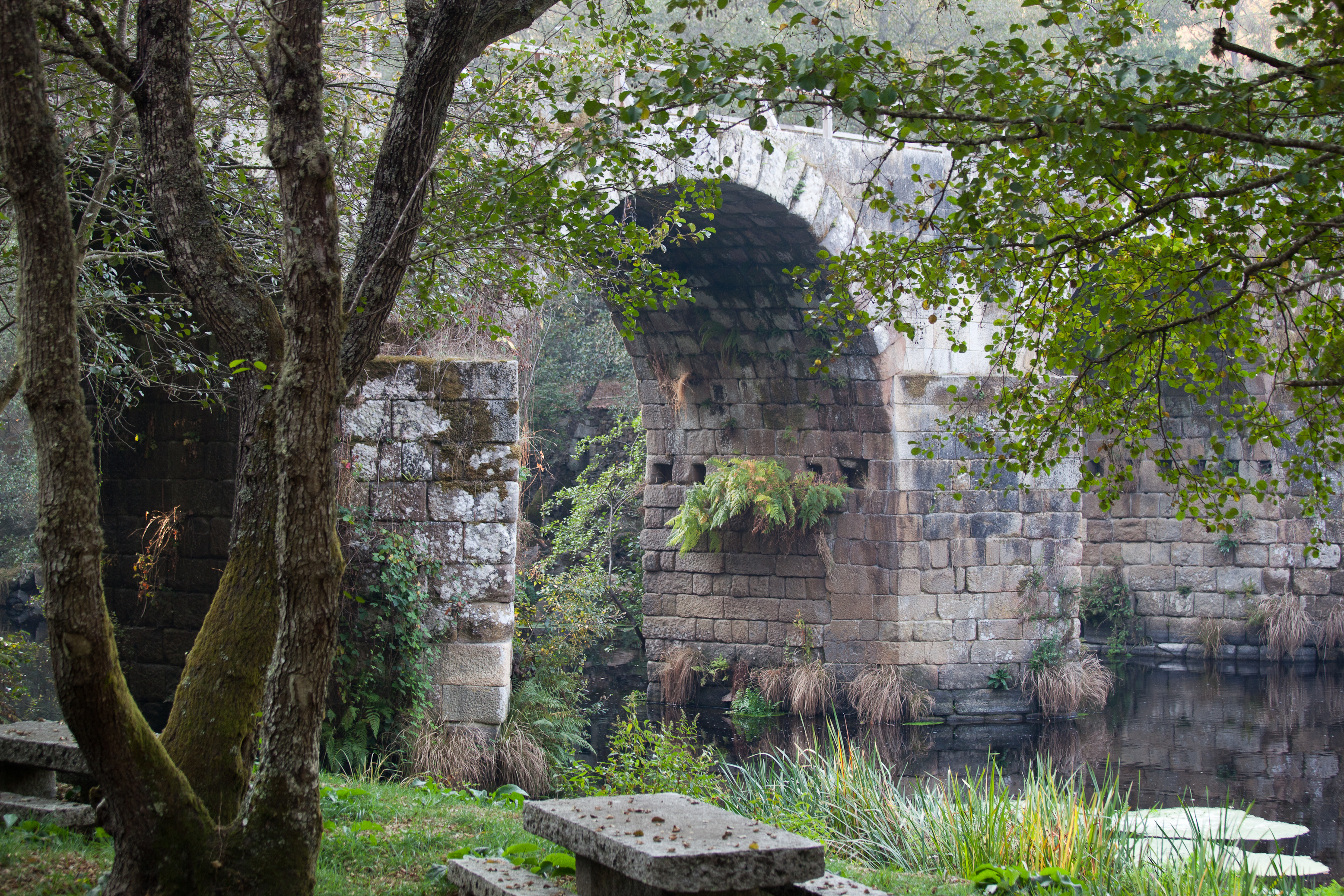
El puente aguas arriba

El puente de Freixo es un puente romano sobre el río Arnoya, situado entre los municipios gallegos de Celanova y Cartelle, en España. Junto con el puente del Bibey, se trata de uno de los puentes romanos mejor conservados de Galicia.

## Características
Permitía el cruce del río Arnoya de la vía que, partiendo de Aquis Querquennis —una mansio de la Vía Nova—, se dirigía hacia el norte en dirección a Lucus Augusti pasando por Ourense. No obstante, existen discrepancias al respecto, ya que algunos sostienen que en realidad daba servicio a una vía secundaria que atravesaba esta zona rumbo a Ribadavia, mientras que la vía mencionada cruzaría el río algo más al norte, a la altura del actual Ponte Fechas.
La cimentación se asienta directamente sobre el terreno pizarroso, que aflora en esta zona del río. Este sustrato apenas fue desbastado, y sobre él se apoyan directamente los sillares que conforman tanto las pilas como los estribos. La estructura está construida en opus quadratum, utilizando sillares de granito almohadillados. Consta de cuatro arcos de medio punto dispuestos de forma simétrica, siendo las luces de los arcos centrales mayores que las de los laterales. Sus medidas son de 57 metros de largo y 4,60 de ancho.

Manuel Durán, en su tesis doctoral sobre los puentes de la Gallaecia romana, pone de manifiesto el cuidado de la simetría y proporción en el puente, dos elementos clave en la arquitectura romana, según el tratadista Vitruvio. De acuerdo con el ingeniero gallego, de los puentes romanos que se conservan en Hispania, solo el del Freixo y el puente de Alcántara presentan una disposición armónica, lograda gracias a la simetría de su alzado, la proporción entre sus dimensiones y el número áureo:
Sólo en dos puentes hemos hallado ciertas relaciones entre sus dimensiones: el primero es el Ponte Freixo, estudiado por nosotros, donde la simetría formal con respecto a la pila central y la posible utilización del pie como unidad de medida, Ilama la atención desde el primer momento. Profundizando, hemos hallado que las luces de los vanos (dos de 4,70 m y dos de 7,70 m) parecen estar relacionadas de acuerdo con la Sección Áurea.

## Historia

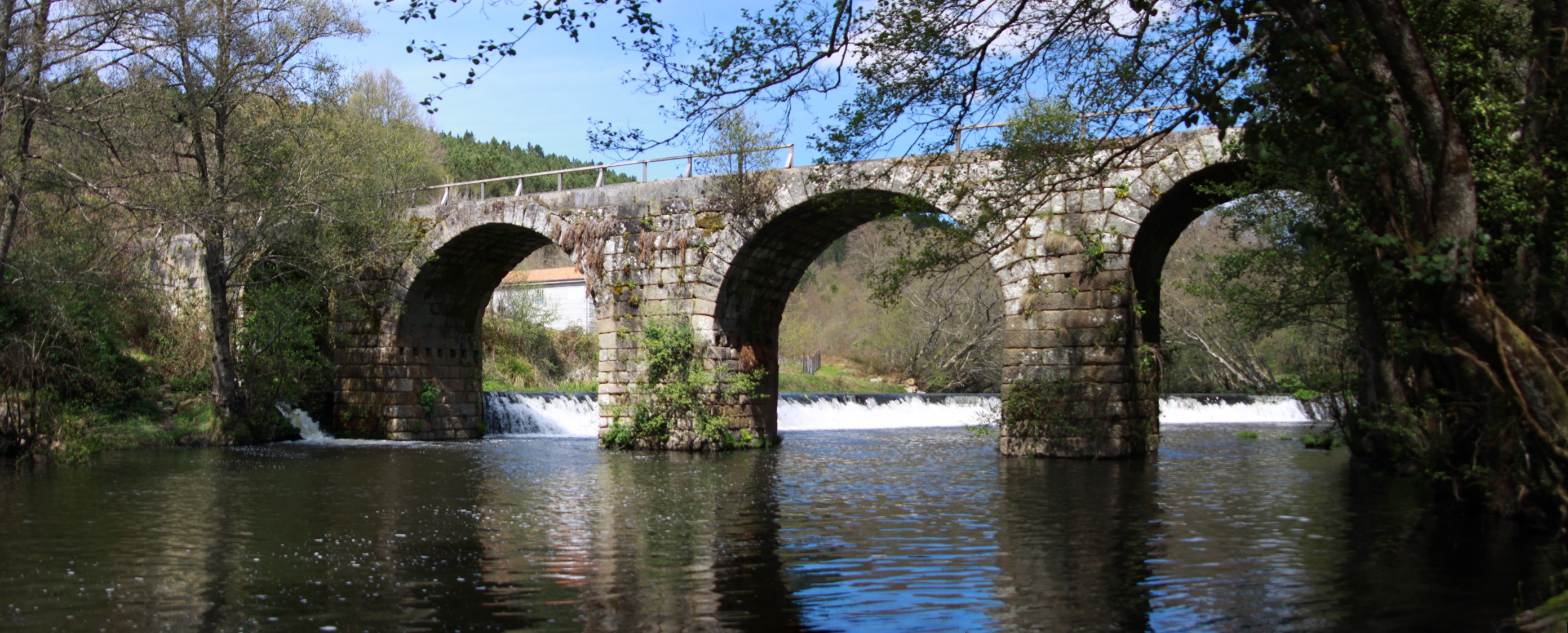
Panorámica del puente aguas abajo

Se desconoce el año de construcción del puente, si bien durante las obras de restauración de 1989 se halló un fragmento de una columna honorífica con la inscripción ...PHAIORISEM...A.U(?), que podría corresponder al final de una de las fórmulas características de dedicatorias del Bajo Imperio, tal como ...(TRIUM)PHATORI SEM(PER) A(UG)U(STO).
La primera mención histórica el puente es cuestionable, pues se trataría de un documento del tumbo de Celanova, datado alrededor del año 1000 sobre la venta de una herencia en Fraxinoso (Freixoso), ya que la misma referencia es leída y publicada de distinta forma por dos autores, pues donde uno lee ponte (puente), otro lo interpreta como fonte (fuente).
Se sabe que a principios del siglo XIX se encontraba en un estado «propicio a arruinarse», según la contestación del juez pedáneo de Coto de San Miguel de Espinoso al requerimiento hecho por la «Justicia y Regimiento de la MN. y ML. Ciudad de Orense» a instancias del inspector general de caminos y canales sobre el estado de los puentes del reino. Sin embargo, en 1845 Pascual Madoz señala el buen estado del puente, por lo que es probable que entre estas dos fechas se acometieran reformas.
Su valor histórico y patrimonial no fue reconocido hasta época reciente, siendo Rodriguez Colmenero, quien en un estudio publicado en 1976 lo identificó como puente «con todas las características de ser obra romana». A partir den entonces, comenzaron una serie de movimientos con el fin de catalogarlo como Monumento Histórico-Artístico, hecho que se consumaría el 31 de enero de 1984.